# Arabia Terra

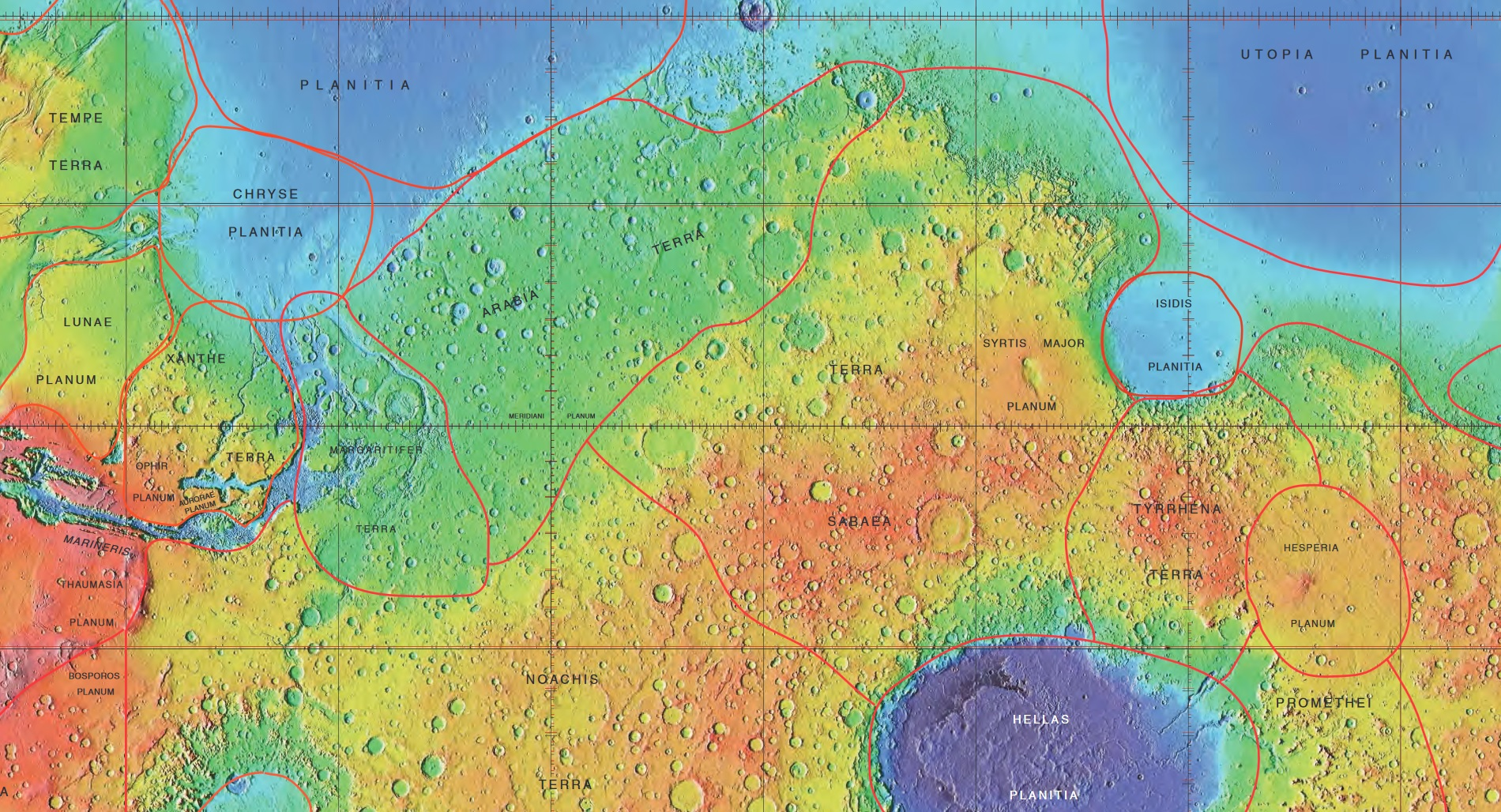
Bản đồ của MOLA cho thấy ranh giới của cao địa Arabia và các khu vực lân cận.

Cao địa Arabia là một vùng đất rộng lớn ở phía Bắc của Sao Hỏa, nằm phần lớn trong Tứ giác Arabia, một phần nhỏ nằm trong Tứ giác Mare Acidalium. Vùng này có mật độ hố va chạm dày đặc và bị xói mòn nghiêm trọng. Kiểu địa hình như vậy cho thấy cao địa Arabia đã tồn tại từ rất lâu, đây cũng là một trong những cao địa lâu đời nhất trên hành tinh này. Chiều dài ở nơi rộng nhất lên đến 4.500 km, khu vực phía đông và phía nam cao hơn 4 km so với phía tây-bắc. Trung tâm của vùng có tọa độ là 21°B, 6°Đ. Bên cạnh nhiều hố va chạm, cao địa Arabia còn có các hẻm núi uốn lượn đổ về vùng đất thấp phía bắc của hành tinh. 

## Tên gọi
Cao địa Arabia được đặt tên vào năm 1879 sau khi nhà thiên văn học Giovanni Schiaparelli quan sát Sao Hỏa và chỉ ra các khu vực địa hình albedo trên bản đồ, ông đặt tên vùng này theo Bán đảo Ả Rập ở Trái Đất. 
Trong tiếng Anh, terra là từ có gốc Latin mang nghĩa là đất, chỉ các khu vực rộng lớn có thể nằm ở khu vực có cao độ lớn, bề mặt gồ ghề, thường có các kênh nước, hố va chạm và địa hình hỗn loạn. Trong tiếng Việt, terra được dịch là cao địa để phân biệt với planitia được dịch là bình nguyên (đồng bằng) và planum được dịch là cao nguyên. 

## Điểm nổi bật

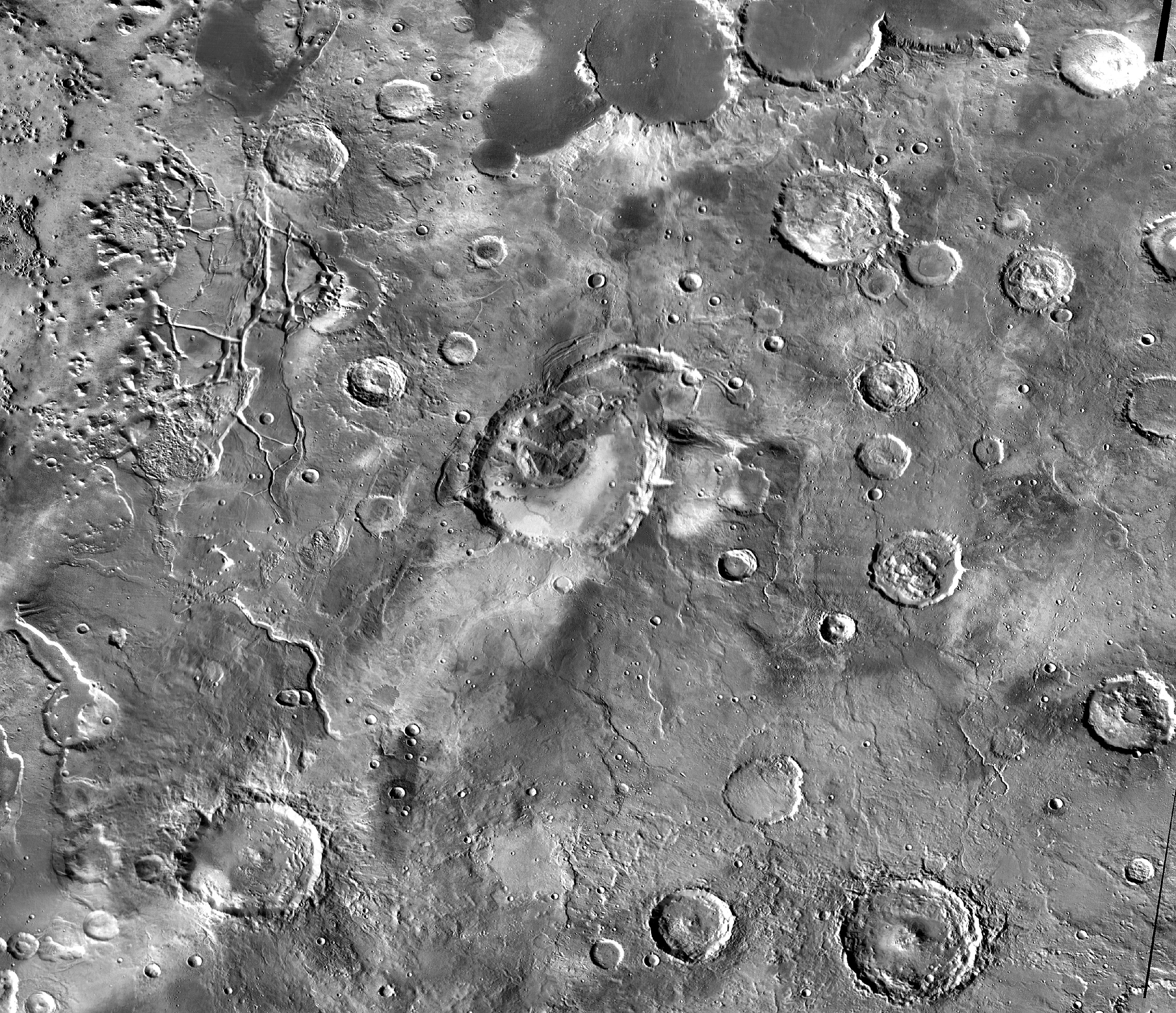
Ảnh hồng ngoại của THEMIS cho thấy miệng núi Eden (giữa ảnh), một trong những khu vực tập trung nhiều lòng chảo núi lửa ở cao địa Arabia và lân cận.

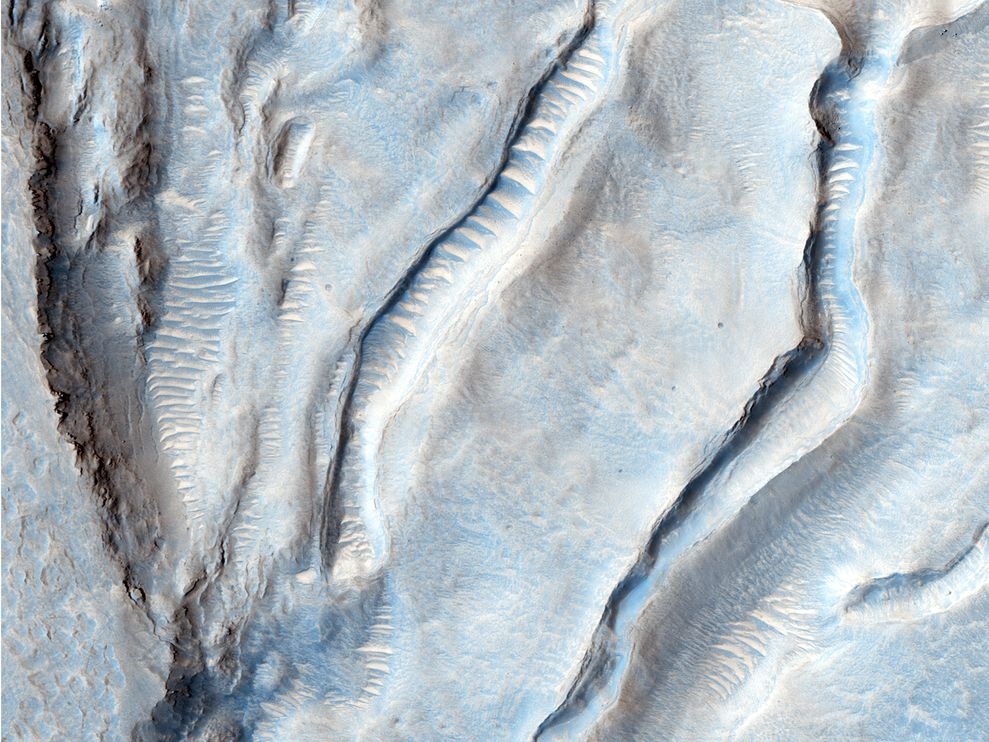
Dải băng ở miệng núi Oxus, một hõm chảo núi lửa thuộc cao địa Arabia. Các vết nứt hình vỏ sò chạy dọc theo các gai của hõm chảo có khả năng là vết nứt do sự giãn nở và co lại của băng.

Cao địa Arabia có nhiều kiểu địa hình thú vị. Ở vùng này có nhiều hố va chạm dạng bệ đỡ, là những hố va chạm mà địa hình quanh nó tương đối bằng phẳng để rồi khi kết thúc sẽ tạo thành một vách núi thẳng đứng, trông như những bệ đỡ tượng. Các gò đất bằng phẳng quanh hố va chạm có nhiều lớp, có thể được hình thành trong lúc núi lửa hoạt động, do gió hoặc do lắng đọng dưới nước.
Các vệt dốc tối được quan sát thấy ở lưu vực Tikhonravov, một hố va chạm lớn bị xói mòn. Các vệt này xuất hiện trên sườn dốc và thay đổi dần theo thời gian. Lúc đầu, chúng có màu sẫm, sau đó chuyển sang màu sáng hơn, có thể là do sự lắng đọng của bụi mịn sáng màu từ khí quyển. Theo các nhà khoa học, những vệt này có thể được hình thành do bụi lăn xuống dốc, tương tự như tuyết lở ở Trái Đất.

## Các vụ thiên thạch rơi gần đây
Một thiên thạch đã rơi xuống ở cao địa Arabia vào khoảng thời gian từ ngày 30 tháng 6 năm 2002 đến ngày 5 tháng 10 năm 2003. Người ta thấy một hố va chạm nhỏ có đường kính khoảng 22,6 mét được bao quanh bởi vật chất sáng và tối đang phun ra. Hố nằm gần 20,6 độ bắc, 356,8 độ tây. Quan sát qua thiết bị chụp ảnh hồng ngoại, chúng ta thấy rõ sự xuất hiện của hố va chạm này.

## Thư viện ảnh

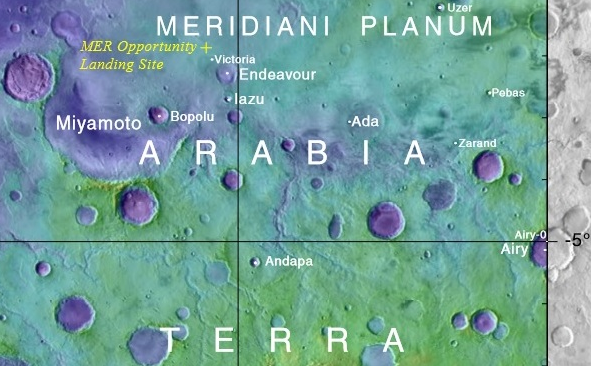
Bản đồ độ cao nơi đổ bộ của tàu Opportunity và một số hố va chạm xung quanh như Endeavour và Miyamato.
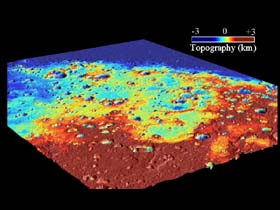
Góc nhìn nghiêng cao địa Arabia được chụp ảnh và xử lý bởi Mars Global Surveyor.
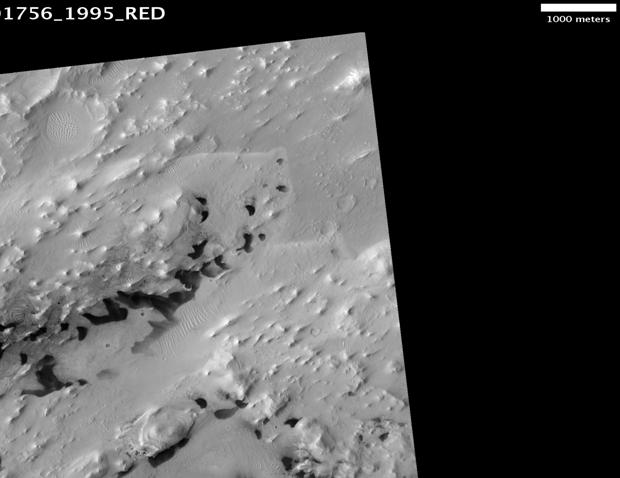
Tầng hố va chạm Pasteur chụp từ HiRISE.